# Cotas
Cotas Computer Technology A/S var en dansk producent af industriel elektronik, 1979-2001. 
Firmaet etableredes i 1979 og virkede i årene fremover med hovedvægten på fremstilling og implementering af industrielle elektroniske løsninger. Hovedsageligt i form af totalløsninger med design, hardware, software, igangsætning og løbende produktion. De primære kunder var inden for avis-distribution, pakkesortering/distribution, vaskerier og specialiserede mekaniske systemer. Hertil kom begrænsede aktiviteter med undervisning og inden for medico-sektoren.
Cotas var blandt de første med dansk udviklede mikroprocessor-systemer og PLC (Programmable logic controller)-enheder.
I 1985 påbegyndtes aktiviteter i vindmølle industrien, der – skulle det vise sig – stod foran en kraftig vækst, som også blev afgørende for Cotas udvikling. Firmaet blev få år senere Vestas's leverandør af elektroniske styringer, og det tætte samarbejde med udvikling af hardware såvel som software, blev i løbet af 1990'erne Cotas dominerende aktivitet. Vestas opkøbte Cotas i 1999 og integrerede i 2000-2001 alle Cotas vindmølle aktiviteter ind i Vestas egen organisation, mens alle øvrige aktiviteter blev frasolgt eller nedlagt. Aktieselskabet "Cotas Computer Technology A/S" blev senere fusioneret ind i Vestas hovedselskab: "Vestas Wind Systems A/S".
Cotas blev i perioden fra 1979 til 2001 ledet af ejerkredsen bestående af Ole Riis Hansen, Leif Fisker Jensen og Knud Erik Kaadner. Antal ansatte voksede fra 5 til ca. 250 personer.

## Historie
- 1979: Firmaets stiftelse og etablering i 400 kvm. lokaler på Fredens Torv i Aarhus.
- 1988: Flytning til 1100 kvm. lokaler i Åbogade 34c i Aarhus.
- 1991: Det interne kvalitetsstyresystem opnår godkendelse efter ISO 9001.
- 1997: Firmaet tildeles Dansk Industris Initiativpris for 1997. Overrækkes af Prins Joachim.
- 1998: Flytning til 5200 kvm. lokaler på Paludan-Müllers Vej 82 i Aarhus.
- 1999: Vestas overtager Cotas.